# Sanglante Paranoïa
Pour les articles homonymes, voir Brain Dead.
Pour plus de détails, voir Fiche technique et Distribution.
Sanglante Paranoïa (Brain Dead) est un thriller d'horreur américain réalisé par Adam Simon sorti en 1990.

## Synopsis
Grand neurochirurgien, le Dr Rex Martin pratique avec dextérité des lobotomies, ces difficiles opérations à crâne ouvert. Il étudie tout particulièrement le cerveau des paranoïaques et des schizophrènes en essayant de comprendre les mécanismes de la folie. Un jour, il est sollicité par un ami d'enfance, Jim Reston, pour extraire des données de l'esprit de John Halsey, un brillant mathématicien devenu paranoïaque. Autrefois à l'emploi de la grande entreprise Eunice, Halsey est maintenant enfermé dans un asile, mais le savoir qu'il détient est crucial pour l'entreprise. Le Dr Martin accepte de tenter l'expérience, à la fois pour Halsey et pour son ami, mais on ne pénètre pas le cerveau des autres sans danger : à la suite d'un banal accident, il peut étudier sur lui-même les effets terrifiants de la folie, celle qui tue les autres...

## Fiche technique
- Titre original : Brain Dead
- Titre français : Sanglante Paranoïa
- Réalisateur : Adam Simon
- Scénario : Charles Beaumont et Adam Simon, d'après une nouvelle de Charles Beaumont
- Montage : Carol Oblath
- Photographie : Rohn Schmidt
- Musique : Peter Rotter
- Direction artistique : Catherine Hardwicke
- Costumes : Catherine Taieb
- Genre : Thriller, horreur
- Durée : 85 min.
- Date de sortie : 
  -  États-Unis : 19 janvier 1990
  -  France : 27 janvier 1993

## Distribution
- Bill Pullman : Dr. Rex Martin
- Bill Paxton : Jim Reston
- Bud Cort (VF : Daniel Lafourcade) : Dr. Halsey
- Nicholas Pryor : Ed Cochrane
- Patricia Charbonneau : Dana Martin
- George Kennedy : Vance
- Brian Brophy : Ellis
- David Sinaiko : Berkovitch
- Lee Arenberg : Sacks
- Andy Wood : Brain Surgeon
- Maud Winchester : Anna
- Kyle Gass : Anesthésiste [1]

## Note
Il s'agit d'un film distinct de Braindead de Peter Jackson (dont le titre original est Dead Alive). 